# Kiss Ádám (evangélikus lelkész)
Kiss Ádám (Cenk, 1618. május 10. – Kassa, 1671.) evangélikus lelkész.

## Élete
Kiss Bertalan dunántúli evangélikus szuperintendens és Klaszekovics Jusztina fia. 1630-tól Sopronban tanult, majd 1633-tól Pozsonyban, 1635 végétől pedig Besztercebányán, végül 1639-ben a königsbergi egyetemre iratkozott be, ahol 1647. április 25-én szerzett magisterséget. 1651 végén tért haza, ezután egyházi ülnök, plébános és a gimnázium felügyelője volt Kassán.

## Munkái
- De Onomatologia Entis; praes. M. Mich. Eiflero. Regiomonti, 1641.
- Examen Antikircheriani, Publici Quo discutiuntur praetextus infelicis migrationis M. Johannis Kircheri Tubingensis. Ex Ecclesia Catholica in Synagogam Pontificiam Disputatio ... Sub Paesidio ... Abrahami Calovii... Authore & Respondente ... 1642. Uo.
- Examen Aetiologias M. Johannis Kircheri ... Ugyanott, 1642. (Kys Pál, Lochmann Pál és Czernack Sámiellel.) Üdvözlő latin versekeet írt Königsbergben Czernack Sámuel, Gerlinus Mátyás, Grossmann Illés, Lochmann Pál, Heilmann Sámuel, Junck Mihály, Poláni János dissertatioiban és magyar verset: Lachrimae in Obetum. Pauli Horleri...Regiomonti, 1642. cz. munkában.